# Głęboki Potok (dopływ Parzychwostu)
Głęboki Potok (słow. Hlboký potok) – potok, prawy dopływ Parzychwostu w słowackich Tatrach Zachodnich. Ma źródła w górnej części Doliny Głębokiej, poniżej wylotu Suchego Żlebu. Spływa tą doliną w południowo-zachodnim kierunku i na wysokości około 1100 m, poniżej rozdroża Praszywe uchodzi do Parzychwostu. Dolina Głęboka opada do doliny Parzychwostu wysokim progiem, w którym Głęboki Potok wyżłobił głęboki i dziki jar z wodospadami. Stąd też pochodzi nazwa potoku, a od niej nazwa doliny.